# 洛斯特斯普林斯鎮區 (堪薩斯州馬里昂縣)
洛斯特斯普林斯鎮區（英語：Lost Springs Township）為美國堪薩斯州馬里昂縣轄下的鎮區。2010年美国人口普查中此鎮區人口有197人。

## 地理
洛斯特斯普林斯鎮區涵蓋總面積為93.1平方（35.94平方英里），其中陸地面積為93.0平方（35.91平方英里），水域面積為0.078平方（0.03平方英里）或0.08%。海拔高度1,457（4,780英尺）。

## 人口統計
根據2010年美國人口普查，洛斯特斯普林斯鎮區人口有197人，其中男性有103人，女性有94人，人口密度為每平方公里2.12人，住房計89戶。鎮區內的白人有170人，非裔美國人有0人，美洲原住民有5人，亞裔美國人有2人，太平洋島裔美國人有0人，其他種族有7人，混血種族則有13人。此外鎮區內有17人為西班牙裔或拉丁裔美國人。此鎮區之年齡中位數為48.5歲，而男性年齡中位數為47.5歲，女性年齡中位數為49.8歲。

## 交通

### 主要公路
- 56號美國國道